# عثمان باشا بابان
وهو عثمان بن محمود باشا حاكم كردستان،   وهو من سلالة بابان، وولد في القرى الكردية الواقعة شمال العراق ضمن ولاية الموصل العثمانية، وكان قائدا عسكريا شهما شجاعا، وفي سنة 1195 هـ/1781م، أرسله أبوه لمعاونة الوالي سليمان باشا في كسر شوكة المتمردين المحاصرين لبغداد.
وكان عثمان قد أصطحب معه 500 مقاتل من الأكراد، وهجم على الثوار المتمردين الذين حاصروا بغداد، وقطع عنهم الميرة والطعام، فأنتصر عليهم وشتت شملهم، وكان المتمردون أكثر من عشرة آلاف رجل.
فأنعم عليه الوزير برتبة باشا وأنعم على جنوده بالهدايا والمنح، وفي سنة 1196 هـ/1782م، عزل أبوه محمود باشا عن وظيفته، فلم يرق له الأمر، فجمع محمود باشا وأبنه عثمان الجموع، وبدؤوا بمحاولة للتمرد، ولما أخفقا بالحركة إلتجآ إلى إيران مع بعض أتباعهما.
وأرسله والده محمود باشا إلى أصفهان لمقابلة الحاكم علي مراد خان فأستقبله وخصص له ولأخيه عبد الرحمن باشا راتبا، ومنحه مقاطعة (صادق بولاق) لأن علي مراد خان كان ينوي ضم كردستان إلى إيران. 
ثم قتل محمود باشا في إيران، وكان عثمان باشا قد عاد من راوندوز، ثم ذهب إلى بلدة العمادية، ومن هناك كتب إلى الوزير وأستدعاه إلى بغداد.
وفي سنة 1201هـ/1787م، عينه الوالي سليمان باشا حاكما على كردستان، وطلب منه مقاتلين لإخماد فتنة الخزاعل والمنتفق.
وفي سنة 1203هـ/1789م، عزله الوالي عن وظيفته لعدم الأطمئنان إليه، حيث وصلت إلى الوالي الرسائل المتبادلة سرا بين عثمان باشا والحاج سليمان بك الشاوي أمير قبيلة العبيد، فيما يتعلق بمساعدة مصطفى باشا متسلم البصرة في  عصيانه فتأثر الوالي بذلك، وعزل عثمان باشا، ثم أستدعاه إلى بغداد برفق ولطف فحضر عثمان وأستقبله الوالي وأكرمه وأحتفى به، ثم سمح له بالعودة إلى كردستان ليجمع قواته ويوافيه في الربيع، وكان سليمان باشا قد ذهب إلى البصرة، وأخمد الفتنة، وعند عودته إلى بغداد أمر بأعتقال عثمان باشا، ثم عرضت الرسائل السرية على عثمان باشا فلما رآها ندم وأنهارت قواه، فأعتقله الوالي ووضعه في السجن فمرض، ثم أمر الوالي بنقله من السجن إلى دار محمد سعيد بك، وأهتم بمعالجته وخصص لهُ الأطباء ثم أشتد عليه المرض، فتوفي ودفن في مقبرة الخيزران، في الأعظمية بكل حفاوة وإكرام، ومشى في تشييعه معظم أعيان بغداد، وذلك في سنة 1203هـ/1789م، وقيل عنهُ أنه مات مسموما، ثم بنيت على قبره قبة وحجرتان وصارت مدفنا خاصا لأسرة آل بابان في بغداد، وعند توسيع الشارع هدمت تلك الحجرات ونقلت الرفات إلى المقبرة المسيجة، وخصص لهم قطعة من الأرض صارت مدفنا لآل بابان، وهي قريبة من قبر الشاعر معروف الرصافي.